# Un homme, un vrai (mini-série)
Pour les articles homonymes, voir Un homme, un vrai (homonymie).
Un homme, un vrai est une mini-série télévisée américaine en six épisodes de 38 à 48 minutes, créée par  David E. Kelley et diffusée le 2 mai 2024 sur la plateforme Netflix.

## Synopsis
Un magnat de l'immobilier d'Atlanta au bord de la faillite. Alors que son empire s'enlise, il tente de le relancer en combattant un ennemi vicieux,.

## Distribution

### Acteurs principaux
- Jeff Daniels (VF : Gabriel Le Doze) : Charlie Croker
- Diane Lane (VF : Martine Irzenski) : Martha Croker
- Tom Pelphrey (VF : Marc Arnaud) : Raymond Peepgrass
- Aml Ameen (VF : Diouc Koma) : Roger White
- Chanté Adams (VF : Esthèle Dumand) : Jill Hensley
- Jon Michael Hill (VF : Mike Fédée) : Conrad Hensley
- Sarah Jones (VF : Chloé Berthier) : Serena Croker
- William Jackson Harper (VF : Jean-Baptiste Anoumon) : Wes Jordan
- Lucy Liu (VF : Laëtitia Godès) : Joyce Newman

### Acteurs récurrents
- Bill Camp (VF : Emmanuel Jacomy) : Harry Zale
- Jerrika Hinton (VF : Virginie Emane) : Henrietta White
- Eline Powell (VF : Valérie Bescht) : Sirja
- Christian Clemenson (VF : Eric Marchal) : Wismer Stroock
- Evan Roe (VF : Tom Trouffier) : Wally Croker
- Josh Pais (VF : Jerome Wiggins) : Herb Richman
- Anthony Heald (VF : Patrick Préjean) : le juge Taylor
- L. Warren Young : Gerald
- Neal Reddy (VF : Stéphane Otero) : Jennings, le procureur
- Atkins Estimond : Five-O

 Source et légende : version française (VF) sur RS Doublage

## Épisodes
1. Des sacoches
2. l'écrabouillement
3. Conquête
4. Tic-tac, tic-tac
5. Le moment d'agir
6. Pile ou face

## Production

### Développement
Le 4 novembre 2021, Netflix a annoncé avoir commandé la série Un homme, un vrai , basée sur le roman du même nom de Tom Wolfe . La série est créée par David E. Kelley et réalisée par Regina King . Les deux sont également producteurs exécutifs avec Matthew Tinker. La série est produite par Royal Ties Productions et David E. Kelley Productions,.
Attributions des rôles
Début mai 2022, Jeff Daniels a été choisi.  Diane Lane a été choisie pour le rôle principal féminin en juillet 2022. William Jackson Harper , Aml Ameen , Tom Pelphrey , Sarah Jones , Jon Michael Hill , Chanté Adams , Lucy Liu et Bill Camp ont rejoint la série en août 2022,,.

### Tournage
Le tournage devait initialement commencer en mai 2022.  Le tournage a commencé le 8 août 2022 à Atlanta, en Géorgie , et s'est terminé le 10 décembre.

## Accueil

### Accueil critique
Le site Web Rotten Tomatoes a rapporté un taux d'approbation de 47 % avec une note moyenne de 5,5/10, basé sur 38 critiques. Le consensus des critiques du site Web se lit comme suit : « Pour une série avec un excellent pedigree et un roman de Tom Wolfe sur lequel s'appuyer, Un homme, un vrai est décevant et à moitié cuit dans son exploration de la masculinité. »
 Metacritic a attribué une note de 50 sur 100 sur la base de 20 critiques, indiquant des « critiques mitigées ou moyennes »